# Hermann Bürkle
Hermann Bürkle (* 26. Juni 1884; † 1914) war ein deutscher Fußballtorwart, der später auch als Feldspieler aktiv gewesen ist.

## Karriere
Bürkle spielte von 1904 bis 1907 als Torhüter für den FV Stuttgart 1896, einem Vorgängerverein des VfB Stuttgart und wechselte zur Saison 1907/08 zum FC Stuttgarter Cickers. Nach dem Gewinn der Süddeutschen Meisterschaft nahm der mit der Mannschaft an der Endrunde um die Deutsche Meisterschaft teil und kam 17. Mai beim 5:2-Sieg über den Freiburger FC und am 24. Mai beim 5:1-Sieg über den Duisburger SpV zum Einsatz. Das am 7. Juni 1908 in Berlin auf dem Germania-Platz vor 4.000 Zuschauern gegen den BTuFC Viktoria 89 ausgetragene Finale wurde mit 1:3 verloren; in diesem Spiel ließ er in den letzten sechs Minuten zwei Bälle durch seine Hände rutschen.
Nach dem erneuten Gewinn der Süddeutschen Meisterschaft im Jahr 1913 bestritt er einzig das am 20. April 1913 in Frankfurt am Main gegen den Duisburger SpV mit 1:2 verlorene Viertelfinalspiel – nunmehr als linker Außenläufer.

## Erfolge
- Finalist Deutsche Meisterschaft 1908
- Süddeutscher Meister 1908, 1913
- Südkreismeister 1908, 1913
- Schwäbischer Meister 1908

## Sonstiges
Bürkle, mit Beginn des Ersten Weltkriegs zum Wehrdienst herangezogen, kehrte, wie auch sein Vereinsmitspieler Gustav Unfried, nicht mehr aus diesem zurück.